# Erin Krakow
Erin Krakow (Filadelfia, Pensilvania; 5 de septiembre de 1984) es una actriz y productora estadounidense. Apareció en la serie de televisión de Lifetime Army Wives, y desde 2014 protagoniza la serie de televisión de Hallmark When Calls the Heart, interpretando el papel de Elizabeth Thatcher.

## Primeros años
Erin Alisa Krakow nació en Filadelfia, Pensilvania. Más tarde vivió en Wellington, Florida, con su hermano, Kyle Krakow, y sus padres, Morgan Krakow y el Dr. Elliott Krakow. Asistió a la Escuela de Artes Alexander W. Dreyfoos Jr en West Palm Beach, Florida. Estudió teatro en la Escuela Juilliard de la ciudad de Nueva York y comenzó su carrera como actriz de teatro, con papeles en The Importance of Being Earnest, George the Fourth y Steel Magnolias.

## Carrera
De 2010 a 2012, Krakow tuvo el papel recurrente de la especialista Tanya Gabriel en la serie de televisión dramática de Lifetime Army Wives, interpretando a una médica en Afganistán. Más tarde apareció como estrella invitada en la serie de drama y crimen Castle.
En 2014, Krakow comenzó a interpretar el personaje principal de la serie dramática de Hallmark Channel When Calls the Heart, junto al actor australiano Daniel Lissing. Ella interpreta a la maestra Elizabeth Thatcher, un papel originado por Poppy Drayton en la película que generó la serie.
En 2016, Krakow protagonizó junto a Niall Matter la película de Hallmark Movies & Mysteries Finding Father Christmas, adaptada de las novelas de Robin Jones Gunn, interpretando a Miranda Chester, una mujer que visita un pequeño pueblo de Vermont en Navidad en busca de pistas sobre la identidad de su padre. En el momento de su emisión, la película se convirtió en el estreno más visto en la historia de la cadena. Hallmark anunció una secuela de la película en mayo de 2017. El rodaje de la secuela, titulada Engaging Father Christmas, tuvo lugar en Vancouver en junio de 2017, con Krakow y Matter retomando sus papeles. La película se estrenó en Hallmark Movies & Mysteries en noviembre de 2017. Krakow comenzó a filmar una tercera película de la serie, titulada Marrying Father Christmas en marzo de 2018. La película se estrenó en Estados Unidos a través del canal Hallmark Movies & Mysteries el 4 de noviembre de 2018, como parte de su programación de temporada "Miracles of Christmas".

## Filmografía
| Televisión    | Televisión                   | Televisión         | Televisión                                                  |
| Año           | Título                       | Rol                | Notas                                                       |
| ------------- | ---------------------------- | ------------------ | ----------------------------------------------------------- |
| 2010–2012     | Army Wives                   | Tanya Gabriel      | Elenco recurrente (18 episodios)                            |
| 2013          | Castle                       | Julie Rogers       | Episodio: «Recoil»                                          |
| 2014          | Chance at Romance            | Samantha Hart      | Película para televisión                                    |
| 2014          | A Cookie Cutter Christmas    | Christie Reynolds  | Película para televisión                                    |
| 2014–presente | When Calls the Heart         | Elizabeth Thatcher | Elenco principal; también coproductora ejecutiva            |
| 2015          | NCIS: Los Ángeles            | Emily Moore        | Episodio: «Citadel»                                         |
| 2016          | Good Girls Revolt            | Maureen            | Episodio: «The Folo»                                        |
| 2016          | Finding Father Christmas     | Miranda Chester    | Película para televisión                                    |
| 2017          | NCIS                         | Elizabeth Dean     | Episodio: «Rendezvous»                                      |
| 2017          | Engaging Father Christmas    | Miranda Chester    | Película para televisión                                    |
| 2018          | Marrying Father Christmas    | Miranda Chester    | Película para televisión                                    |
| 2019          | A Summer Romance             | Samantha Walker    | Película para televisión                                    |
| 2019          | Sense, Sensibility & Snowmen | Ella Dashwood      | Película del canal Hallmark; también coproductora ejecutiva |
| 2021          | It Was Always You            | Elizabeth          | Película del canal Hallmark; también coproductora ejecutiva |
| 2023          | The Wedding Cottage          | Vanessa Doyle      | Película de Hallmark                                        |
| 2024          | Blind Date Book Club         | Meg Tompkins       | Película de Hallmark                                        |